# Arboldswil
Arboldswil é uma comuna da Suíça, no Cantão Basileia-Campo. Em 2019 possuía 562 habitantes. Estende-se por uma área de 3,48 km², de densidade populacional de 162 hab/km². Confina com as comunas de Bubendorf, Niederdorf, Reigoldswil, Titterten e Ziefen. 
A língua oficial nesta comuna é a língua alemã.

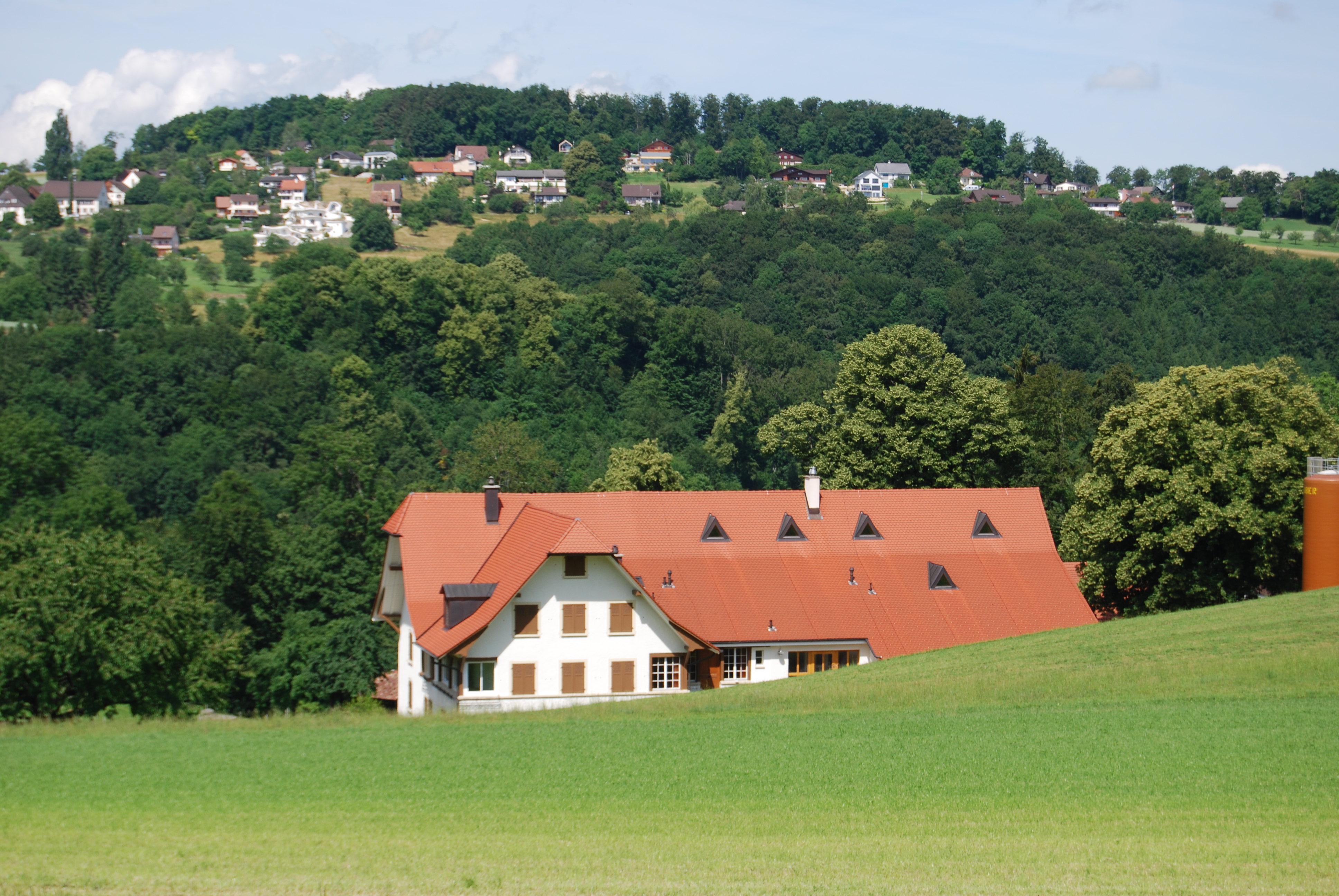
Arboldswil